# Pałac Ossolińskich w Rudce
Pałac Ossolińskich w Rudce – pałac w stylu neobarokowym, mieszczący się w Rudce (powiat bielski, województwo podlaskie).

## Architektura i wnętrza
Pałac w stylu neobarokowym, piętrowy z wyższym pseudoryzalitem i alkierzami. Posiada bogaty wystrój zewnętrzny. W sali rycerskiej prezentowana jest historia pałacu i szkoły.

## Historia
Rudka stała się własnością wojewody podlaskiego Mikołaja Kiszki w 1560 roku, który wydawał w niej dokumenty (np. w 1583 roku Datum: Rutka), co oznacza, że musiał tu wtedy istnieć dwór wojewody. W 1718 roku został wybudowany nowy murowany dwór barokowy przez Franciszka Maksymiliana Ossolińskiego (1676-1756), na miejscu wcześniejszego drewnianego o nieustalonej metryce. Dwór barokowy został rozebrany w 2 poł. XVIII w. i przed 1763 r. na jego miejscu Aleksander Maciej Ossoliński (1725-1804) wzniósł nową rezydencję. Była to wówczas budowla parterowa z mieszkalnym poddaszem i piętrowym ryzalitem środkowym, z narożnymi alkierzami i czterokolumnowym portykiem kolumnowym. Na frontonie wyryta została sentencja „Pro suo commodo Alexander Ossolinski aedificavit”, czyli „Zbudowany dla własnej wygody Aleksandra Ossolińskiego”. Przy dworze powstało również założenie parkowe z oranżerią i oficynami.
Ostatnim właścicielem z rodu Ossolińskich był Wiktor Maksymilian Ossoliński (1790-1860), po którym majątek odziedziczyła córka Wanda (1822-1907), żona Tomasza Potockiego (1809-1861). Tym samym pałac przeszedł w posiadanie rodu Potockich. Majątkiem zarządzał zięć Wandy Potockiej, Konstanty Potocki (1846-1909), mąż jej córki Joanny. Od 1902 r. Joanna i Konstanty Potoccy stali się formalnymi właścicielami majątku. W latach 1913–1914 na ich zlecenie architekt Jan Heurich dokonał przebudowy i rozbudowy dworu, nadając mu wygląd pałacu o cechach neobarokowych. Ze starego XVIII-wiecznego dworu Ossolińskich pozostał jedynie murowany szkielet.
W czasie wojny polsko-bolszewickiej 1920 r. zniszczeniu uległa biblioteka oraz galeria obrazów. W 1927 r. dobra rudzkie przejął po matce Joannie ostatni właściciel majątku Franciszek Salezy Potocki (1877–1949), wieloletni dyrektor Departamentu Wyznań w Ministerstwie Wyznań, Religii i Oświecenia Publicznego. W latach 1936–1939 r. pałac został częściowo rozebrany (oddzielono skrzydła boczne od korpusu). W czasie II wojny światowej pałac został mocno zdewastowany, po czym na wiele lat opustoszał. Po 1945 r. majątek Potockich w Rudce został znacjonalizowany. Pałac został odbudowany w latach 1965-1970 i przeznaczony na cele edukacyjne – mieści się w nim Zespół Szkół Rolniczych im. Ks. Krzysztofa Kluka.

## Otoczenie
W pobliżu pałacu usytuowane są: 
- tzw. „nowy pałac”, murowany z ok. 1930 r.
- oficyna z 1. poł. XIX w.
- murowana oranżeria z 2 poł. XVIII w.
- budynki gospodarcze i czworaki, murowane i drewniane z XIX i 1. połowy XX w.
- magazyn zbożowy z 1852 r., przebudowany w 1921 r.,
- park pałacowy w stylu angielsko-francuskim, założony w 1763 r., przekomponowany po 1913 r.; aleja prowadząca do pałacu obsadzona jest starodrzewiem, w tym platanami.